# Ficção interativa
Ficção interativa ou interactive fiction (IF) é uma narrativa interativa predominantemente apresentada em forma escrita. Caso um trabalho de ficção interativa seja construído em formato digital, os jogadores ou leitores podem usar comandos de texto para controlar personagens do jogo e influenciar o ambiente. Trabalhos nesta forma podem ser entendidos como literatura narrativa e ao mesmo tempo, jogo eletrônico. No uso comum, o termo se refere a aventuras em modo texto, um tipo de jogo de aventura onde toda a interface pode ser apenas em texto. Jogos de aventura de texto gráficos, onde o texto é acompanhado por gráficos (imagens, animações ou vídeo) ainda caem na categoria de aventura de texto, se a principal forma de interagir com o jogo for em texto. Enquanto isso, as definições mais amplas sobre "ficção interativa" pode incluir todos os jogos de aventura, incluindo totalmente os jogos eletrônicos de aventura gráficas como Myst.
Como um produto comercial, a ficção interativa atingiu o seu pico em popularidade nos anos de 1979 a 1986, como um produto comercializado para computadores pessoais. Devido à sua natureza só de texto, que evitou o problema da escrita para arquiteturas gráficas amplamente divergentes. Isto significava que os jogos de ficção interativa foram facilmente portados através de todas as plataformas populares, incluindo CP/M (ainda não conhecido para jogos ou capacidades gráficas fortes). Hoje, um fluxo constante de novas obras é produzido por uma comunidade on-line de ficção interativa, utilizando sistemas de desenvolvimento livremente disponíveis.
O termo também pode ser utilizado para se referir às obras literárias que não são lidas de uma forma linear, conhecido como Livro-jogo, em que são oferecidas ao leitor escolhas em diferentes pontos no texto; estas decisões determinam o fluxo e desfecho da história. O exemplo mais famoso desta forma de ficção interativa é o Choose Your Own Adventure uma série de livros, e também o colaborativo addventure (com dois "d"). O formato também tem sido descrito como uma forma de ficção interativa
Ficção interativa às vezes é usado como sinônimo de visual novel, um estilo popular de software de entretenimento no Japão.

## O Meio

Zork I [e um dos primeiros jogos de ficção interativa bem como um dos primeiros a ser comercializado. É um dos jogos mais famosos de ficção interativa que existe no mundo. Aqui ele aparece rodando no Gargoyle, um interpretador.

Jogos de aventura em modo texto são um dos mais antigos tipos de jogos de computadores e também um subgrupo do gênero jogos eletrônicos de aventura. O jogador usa entrada de texto para controlar o jogo, e o estado do jogo está relacionado com o jogador através da saída de texto.
A entrada é geralmente fornecida pelo jogador sob a forma de simples sentenças geralmente em inglês como "get key" (pegue a chave) ou "go east" (vá para o leste), que são interpretados por um analisador de texto. Os analisadores podem variar em sofisticação; os primeiros analisadores de aventura de texto só poderia lidar com frases de duas palavras na forma de pares verbo-substantivo. Analisadores posteriores, como aqueles construídos na ZIL (Zork implementação da linguagem) da Infocom, poderia compreender frases completas. Mais tarde, poderia lidar com níveis crescentes de complexidade analisando sentenças como "abra a caixa vermelha com a tecla verde, em seguida, vá para o norte". Este nível de complexidade é o padrão para obras de ficção interativa hoje.
Apesar de sua falta de gráficos, as aventuras de texto incluem uma dimensão física, onde os jogadores se movem entre os quartos. Muitos jogos de aventura de texto vangloriaram-se de seu número total de quartos para indicar quanto gameplay eles ofereceram. Estes jogos são únicos no que eles podem criar um espaço ilógico, onde indo para o norte da área A leva você para a área B, mas indo para o sul a partir da área B não o leva de volta à área A. Isso pode criar labirintos que não se comportam como os jogadores esperam, e assim, os jogadores devem desenhar seu próprio mapa. Estes espaços ilógicos são muito mais raros na era atual de jogos 3D, e a comunidade de ficção interativa em geral condena o uso de labirintos completamente, alegando que labirintos tornam o jogo um 'quebra-cabeça de quebra-cabeças' e que eles podem, nas mãos dos designers inexperientes, se tornarem imensamente frustrantes para os jogadores.
Ficções Interativas tem muito em comum com os MUDs. Os MUDs, que se tornaram populares em meados dos anos 1980, dependem de uma troca textual e de aceitar comandos semelhantes de jogadores como fazem as obras de IF; no entanto, como a ficção interativa é para um único jogador, e os MUDs, por definição, têm vários jogadores, eles diferem enormemente no estilo de jogo. MUDs muitas vezes se concentram a jogabilidade em atividades que envolvem comunidades de jogadores, sistemas políticos simulados, trocas nos jogos e outras mecânica de jogo que não são possíveis em um ambiente de único jogador.
Ficção interativa geralmente se baseia em leitura a partir de uma tela e em escrever na entrada padrão que é o teclado do computador, embora sintetizadores de text-to-speech permitam aos usuários cegos e deficientes visuais jogar títulos de ficção interativa como jogo de áudio.

### Estilo de Escrita
Ficção interativa apresenta duas modalidades distintas de escrita: a entrada do jogador e a saída de jogo.
Como descrito acima, a entrada do jogador é esperado para estar em forma simples de comando por (frases imperativas). Um comando típico pode ser:

puxe alavanca
As respostas do jogo são geralmente escritas a partir do ponto de vista de uma segunda pessoa, no tempo presente. Isso ocorre porque, ao contrário da maioria das obras de ficção, o personagem principal está intimamente associado com o jogador, e os eventos são para ver como o jogador joga. Enquanto aventuras de texto mais antigas, muitas vezes identificado o protagonista com o jogador diretamente, jogos mais recentes tendem a ser mais específicos e bem definidos com identidades separadas do jogador. O ensaio clássico "Crimes Against Mimesis" (Crimes Contra Mimesis) discute, entre outros problemas das IF a natureza do "You" (tu) na ficção interativa.
Uma típica resposta poderia ser algo como isto: a resposta para "olhe na caixa de chá" no início do jogo [Curses (jogo) Curses]:
Esse foi o primeiro lugar que você tentou, há horas e horas, e não há nada lá, mas que chato livro velho. Você pode pegá-lo de qualquer maneira, entediado como você é.
Muitas aventuras de texto, particularmente aquelas projetadas para o humor (tais como Zork, O Guia do Mochileiro das Galáxias, e Leather Goddesses of Phobos), tratam o jogador com um tom informal, por vezes, incluindo observações sarcásticas (ver a transcrição de Curses, acima, para um exemplo). O falecido Douglas Adams, na concepção da versão IF de seu "Guia do Mochileiro das Galáxias", criou uma solução única para o enigma final do jogo: o jogo requer o único item solitário que o jogador "não" escolheu no início do jogo.
Algumas IFs funcionam se dispensar a segunda pessoa narrativa completamente, optando por uma perspectiva em primeira pessoa ("eu") ou até mesmo colocando o jogador na posição de um observador, em vez de um participante direto. Em alguns IFs "experimentais", o conceito de auto-identificação é eliminado totalmente, e o jogador assume em vez, o papel de um objeto inanimado, uma força da natureza, ou um conceito abstrato; IFs experimentais normalmente empurram os limites do conceito e desafiam muitas suposições sobre o meio.

## História

### Aventura
Por volta de 1975, Will Crowther, um programador e explorador de cavernas amador, escreveu o primeiro jogo de aventura de texto, o Colossal Cave Adventure (originalmente chamado de ADVENT porque um nome de arquivo poderia somente ser seis caracteres no sistema operacional que ele estava usando, e mais tarde chamado Colossal Cave) Tendo acabado de passar por um divórcio, ele estava procurando uma maneira de se conectar com seus dois filhos pequenos. Ao longo de alguns fins de semana, ele escreveu um jogo de exploração de cavernas de modo texto que contou com uma espécie de guia/narrador, que falava em frases completas e que compreendia comandos simples de duas palavra que se pareciam muito com o Inglês natural.
A Adventure foi programado em Fortran para o PDP-10. O estudante de graduação da Universidade de Stanford Don Woods descobriu o Adventure, enquanto trabalhava no Stanford Artificial Intelligence Laboratory, e em 1977 obteve e expandiu o código-fonte de Crowther (com a permissão de Crowther). A versão original de Crowther foi uma precisa simulação da parte do real Colossal Cave, mas também incluía elementos de fantasia (como anões armados de machados e uma ponte mágica); mudanças de madeiras eram reminiscentes dos escritos de JRR Tolkien, e incluiu um troll, elfos, e um vulcão que algumas pessoas reivindicam ser baseado no Mount Doom, mas Woods, diz que não.
No início de 1977, Adventure se espalhou através da ARPAnet, e tem sobrevivido na internet até os dias atuais. O jogo foi portado para muitos outros sistemas operacionais e foi incluído com um floppy-disk distribuído junto com o Microsoft MS-DOS 5.0. Adventure é uma pedra angular da comunidade on-line de IF; Atualmente existem dezenas de versões diferentes programadas deste jogo, de forma independente, com elementos adicionais, tais como novas salas ou quebra-cabeças, e vários sistemas de pontuação.
A popularidade de Adventure levou ao grande sucesso de ficção interativa durante o final dos anos 1970 e nos anos 1980, quando os computadores domésticos tiveram pouca, se alguma, capacidade gráfica. Muitos elementos do jogo original têm sobrevivido até o presente, como o comando 'xyzzy', que agora está incluído como um Easter egg em jogos tais como Minesweeper.
Adventure também foi diretamente responsável pela fundação da Sierra Online (mais tarde Sierra Entertainment); Ken Williams e Roberta Williams jogaram e decidiram projetar um deles por si mesmos, mas com gráficos. Por volta de 1982 a Softline escreveu que "as exigências do mercado são ponderados pesadamente para hi-res graphics" em jogos como da Sierra's The Wizard and the Princess e seus imitadores. Tal aventura gráfica se tornou tornou a forma dominante de gênero em computadores com gráficos como o Apple II.

### A Era Comercial

#### Adventure International
Adventure International foi fundada por Scott Adams (não confunda com o criador do Dilbert).
Em 1978, Adams escreveu: Adventureland, foi vagamente modelado após o original Advent. Ele tirou um pequeno anúncio em uma revista de informática, a fim de promover e vender Adventureland, criando, assim, o primeiro jogo de aventura comercial. Em 1979 ele fundou a Adventure International, a primeira editora comercial de ficção interativa.
Em 1982 a Adventure International começou a lançar versões de seus jogos com gráficos. A empresa faliu em 1985.

#### Infocom
A maior empresa de produção de obras de ficção interativa foi a Infocom, que criou a série Zork e muitos outros títulos, entre eles Trinity, O Guia do Mochileiro das Galáxias e A Mind Forever Voyaging.
Em junho de 1977, Marc Blank, Bruce K. Daniels, Tim Anderson e Dave Lebling começaram a escrever a versão de mainframe de Zork (também conhecida como Dungeon), no MIT Laboratory for Computer Science. O jogo foi programado em uma linguagem de computador chamada MDL, uma variante de LISP. No início de 1979, o jogo foi concluído. Dez membros da MIT Dynamics Modelling Group passaram a se juntar à Infocom quando foi incorporada no final daquele ano.
A fim de tornar os seus jogos tão portátil quanto possível, a Infocom desenvolveu o Z-machine, uma virtual machine customizada que pôde ser implementada em um grande número de plataformas, e que se tornou padronizados os "arquivos de história" como entrada.
Em um sentido não-técnico, a Infocom foi responsável pelo desenvolvimento do estilo interativo que seria imitado por muitos intérpretes posteriores. O analisador da Infocom foi amplamente considerado como o melhor de sua época. Ele aceitou comandos de frases complexas e completas como "coloque o livro azul sobre a mesa de trabalho" num momento em que a maioria de seus concorrentes analisadores foram restritos a uma combinação de duas palavras no estilo verbo-substantivo simples, como "colocar livro". O analisador foi ativamente atualizado com novos recursos como desfazer, e, correção de erros, e jogos mais tarde iriam "compreender" múltiplas sentenças de entrada: "Pegue a jóia e coloque na minha bolsa. Pegue o recorte de jornal da minha bolsa, em seguida, queime com o livro de correspondências".
Em 1982 a Infocom foi a única empresa produtora de jogos de aventura só de texto no Apple II com analisadores e escrita sofisticados, e anunciou em 1983 a sua falta de gráficos como uma virtude. A empresa foi comprada pela Activision em 1986, após o fracasso do Cornerstone (software), programa de software de banco de dados da Infocom, e deixou de produzir aventuras de texto, alguns anos depois.
Em 1991 e 1992, a Activision lançou os volumes um e dois do The Lost Treasures of Infocom, uma coleção contendo a maior parte dos jogos da Infocom, seguido em 1996 por Classic Text Adventure Masterpieces of Infocom.

#### Legend Entertainment
A Legend Entertainment foi fundada por Bob Bates e Mike Verdu em 1989. Iniciou das cinzas da Infocom.
As aventuras de texto produzidas pela Legend usava gráficos de alta resolução, bem como de som. Alguns de seus títulos incluem Eric the Unready, a série Spellcasting e Gateway (baseado em romances de Frederik Pohl).
A última aventura de texto criado pela Legend foi gateway II, enquanto que o último jogo que não é aventura de texto, foi Unreal II: The Awakening (o bem conhecido jogo de tiro em primeira pessoa). A Legend Entertainment foi adquirida em 2004 pela Atari.

#### Outras Companhias
Provavelmente, o primeiro trabalho comercial de ficção interativa produzida fora os EUA foi o dungeon crawl jogo de Acheton, produzido em Cambridge, Inglaterra, e pela primeira vez comercialmente lançado pela Acornsoft (mais tarde expandido e reeditado pela Topologika). Outras empresas líderes no UK foram Magnetic Scrolls e Level 9 Computing. Também digno de menção são Delta 4, Krome Studios Melbourne, e a empresa homebrew Zenobi.
No início de 1980 Edu-Ware também produziu ficção interativa para o Apple II como designado pelo IF gráfico que foi exibido na inicialização. Seus títulos incluíram o Prisioneiro e a série Empire com Empire I: World Builders, Empire II: Interstellar Sharks e Empire III: Armageddon.
Em 1981, CE Software publicou SwordThrust como um comercial sucessor para Eamon para o Apple II. SwordThrust e Eamon foram jogos simples com analisadores de duas palavras com muitos elementos de Role-playing game não disponíveis nas outras ficções interativas.
Enquanto a SwordThrust publicou sete títulos diferentes, foi muito ofuscada pelo sistema não-comercial da Eamon que permitiu autores privados para publicar seus próprios títulos da série. Em março de 1984 havia 48 títulos publicados para o sistema Eamon, e mais de 270 títulos, no total, a partir de março de 2013.
Na Itália, jogos de ficção interativa, foram publicadas e distribuídas através de várias revistas em fitas incluídas principalmente. O maior número de jogos foram publicados nas revistas: Viking e Explorer, com versões para os principais computadores domésticos de 8 bits (Sinclair ZX Spectrum, Commodore 64 e MSX). Quem produziu todos esses jogos foi a Brainstorm Enterprise e o mais prolífico autor de IFs foi Bonaventura Di Bello, que produziu 70 jogos na língua italiana. A onda de ficção interativa na Itália durou um par de anos, graças às várias revistas que promoveram o gênero, em seguida, desapareceu e permanece ainda hoje um tema de interesse para um pequeno grupo de fãs e desenvolvedores menos conhecidos, comemorado em sites da Web e newsgroups relacionados.
Na Espanha, a ficção interativa foi considerada um gênero de minoria, e não foi muito bem sucedido. A primeira ficção interativa espanhola lançada comercialmente foi a Yenght em 1983, pela Dinamic Software, para o ZX Spectrum. Mais tarde, foi em 1987, quando a mesma empresa produziu uma ficção interativa sobre Don Quijote. Depois de várias outras tentativas, uma empresa surgiu a partir da Dinamic, chamada Aventuras AD que foi a principal editora de ficção interativa na Espanha, incluindo títulos como uma adaptação espanhola de Colossal Cave Adventure, uma adaptação do espanhol comic El Jabato, e, principalmente, a trilogia composta por La diosa de Cozumel (1990), Los Templos Sagrados (1991) e Chichen Itzá (1992). Durante este período, o Clube de Aventuras AD (CAAD), a principal comunidade de fala espanhola em torno de ficção interativa no mundo, foi fundada, e após o final de Aventuras AD, em 1992, o CAAD continuou por conta própria, primeiro com sua própria revista, em seguida, com o advento da Internet, com o lançamento de uma comunidade de Internet ativa que ainda produz ficção interativa não comercial hoje em dia.

### Era Moderna
Após o declínio do mercado comercial de ficção interativa na década de 1990, uma comunidade online, eventualmente se formou em torno do meio. Em 1987, um newsgroup da Usenet chamado rec.arts.int-fiction foi criado, e foi logo seguido por rec.games.int-fiction. Por costume, o tema de rec.arts.int-ficçãoé a autoria de ficção interativa e programação, enquanto rec.games.int-ficção  abrange temas relacionados com jogos de ficção interativa , tais como pedidos de sugestões e comentários sobre os jogos. A partir do final de 2011, os debates entre escritores têm na sua maioria sido movidos do rec.arts.int-fiction para o Interactive Fiction Community Forum.
Um dos mais importantes desenvolvimentos iniciais foi a engenharia reversa do formato Z-Code da Z-Machine virtual machine da Infocom em 1987 por um grupo de entusiastas chamado InfoTaskForce e o posterior desenvolvimento de um interpretador para arquivos de história Z-Code. Como resultado, tornou-se possível de jogar os trabalhos da Infocom em computadores modernos.
Durante anos os amadores formaram uma pequena comunidade a produzir obras de ficção interativas de alcance relativamente limitado usando o Adventure Game Toolkit e ferramentas similares. O avanço que permitiu que a comunidade de ficção interativa realmente prosperasse, entretanto, foi a criação e distribuição de dois sistemas de desenvolvimento sofisticados. Em 1987, Michael J. Roberts lançou o TADS, uma linguagem de programação projetada para produzir obras de ficção interativa. Em 1993, Graham Nelson lançou o Inform, a linguagem de programação um conjunto de bibliotecas que compilava arquivos arquivos Z-Code. Cada um destes sistemas permitiu que qualquer pessoa com tempo e dedicação suficientes, pudessem criar um jogo, e causou um boom de crescimento na comunidade de ficção interativa online.
Apesar da falta de apoio comercial, a disponibilidade de ferramentas de alta qualidade permitiu entusiastas do gênero para desenvolver novos jogos de alta qualidade. Competições como o anual Interactive Fiction Competition para trabalhos curtos, o mais recente Spring Thing para trabalhos mais longos, e o XYZZY Awards, ajudou ainda mais a melhorar a qualidade e complexidade dos jogos. Os jogos modernos vão muito mais longe do que o estilo original "Adventure", melhorando ainda mais, jogos da Infocom, que se basearam amplamente em quebra-cabeças, e, em menor medida, na comunicação com NPCs, para incluir a experimentação de escrita e de técnicas da arte de contar histórias.
Enquanto a maioria das IFs modernas desenvolvidas são distribuídas gratuitamente, existem alguns empreendimentos comerciais, incluindo 1893: A World's Fair Mystery de Peter Nepstad, vários jogos de Howard Sherman publicados como Malinche Entertainment, The General Coffee Company, Future Boy!, Cypher, um jogo cyberpunk graficamente reforçado e vários títulos por Textfyre. Emily Short foi contratada para desenvolver o jogo City of Secrets mas o projeto não deu certo e ela acabou lançando-o por si mesma.
Alguns autores oferecem feelies comerciais opcionais (suportes físicos associados com um jogo, isto é, todo o conteúdo extra que vem na caixa junto com o jogo); a tradição de 'Feelies' (e o próprio termo) é creditado para ter originado com Deadline (1982), o terceiro título Infocom após Zork I e II.
Vendo os benefícios potenciais de ambos auxiliando na imersão do gameplay e fornecendo uma medida de protecção contra cópia criativa, a Infocom e mais tarde outras empresas começaram a criar feelies para inúmeros títulos. Em 1987, a Infocom lançou uma versão especial dos três primeiros títulos de Zork em conjunto com moedas específicas do enredo e outras bugigangas. Este conceito veria expansão como o passar do tempo, de tal forma que os jogos com feelies mais tarde iriam conter senhas, instruções codificadas, números de páginas ou outras informações que seriam necessárias para completar com sucesso o jogo.

## Outros Usos
O termo "Interactive Fiction" é por vezes utilizado para descrever outras formas de contar histórias e jogos, incluindo visual novels, interactive novel, e interactive storytelling.

### Visual novel
Visual novels (novelas visuais) são ficções interativas com gráficos, principalmente estáticos, geralmente com anime. Como o nome sugere, eles se assemelham à romances que misturam mídias ou peças de teatro tableau vivant. Novelas visuais são especialmente prevalentes no Japão, onde elas representam quase 70% dos jogos de PC lançados  Eles raramente são produzidos para consoles de videogame, mas os jogos mais populares são, por vezes, portados para sistemas de jogos eletrônicos, como o PlayStation 2. O mercado para novelas visuais fora da Ásia Oriental, no entanto, é limitado.
Novelas visuais têm sido um anexo nas vendas de software para PCs no Japão e também no Leste da Ásia países por toda a década, tanto que títulos populares são largamente portados para videogames, e alguns até têm famosa série de Mangá e anime baseadas sobre eles; tais títulos incluem Kanon (1999), Air (2000) e Clannad (2004) pela Key; Rumbling Corações (2001) pela Age; School Days (2005) pela Overflow; Higurashi no Naku Koro ni (2002) pela 07th Expansion; e Fate/stay night (2004) pela Type-Moon.

### Novela interativa
A novela interativa é uma forma de web fiction e ficção interativa. Enquanto os autores de tradicional romance-e-tinta de papel têm por vezes tentado dar aos leitores a direcionalidade "aleatória" oferecida pelo verdadeiro hipertexto, esta abordagem não era totalmente viável até o desenvolvimento do HTML. Romances de papel (na verdade, alguns romances digitais) são lineares, ou seja, ler a partir de uma página para outra em uma linha reta. Romances interativos, no entanto, oferecem aos leitores uma maneira original de ler ficção, escolhendo uma página, um personagem, ou uma direção. Ao seguir frases hyperlinkadas dentro do romance, os leitores podem encontrar novas maneiras de entender as personagens. Não há nenhuma maneira errada de ler um romance interativo de hipertexto. Links incorporados dentro das páginas são destinadas a serem tomadas a critério do leitor - para permitir ao leitor uma escolha no mundo do romance.
Como ficção interativa se torna mais acessível através de aplicativos de leitura como o Kindle Fire, editoras digitais como a "Coliloquy" têm emergido.

### Contação de História Interativa
Storytelling interativo é um tipo de desenvolvimento de entretenimento de computador. O termo foi inventado por Chris Crawford, um proponente principal e desenvolvedor. Ele define contação de história interativa como, Citação: "uma forma de entretenimento interativo no qual o jogador assume o papel de protagonista em um ambiente dramaticamente rico."
Contação de história interativa e ficção interativa são distintas no que a primeira concentra-se em drama e circunstâncias dinâmicas, onde os jogos de ficção interativa, tradicionalmente (mas não necessariamente) focam em resolver quebra-cabeças e navegar através das circunstâncias pré-concebidas. Eles são semelhantes, no entanto, em que as formas bem escritas de ambos são não-linear.

## Trabalhos Notáveis de Ficção Interativa
- Colossal Cave Adventure, por Will Crowther e Don Woods, foi a primeira aventura de texto.[8]
- Adventureland (jogo), por Scott Adams, é considerado um dos trabalhos definitivos da ficção interativa.
- A série Zork pela Infocom (1979 e em diante) foi a primeira aventura de texto a ver a liberação comercial difundida.[28]
- Softporn Adventure, por Chuck Benton, um jogo popular adulto que inspirou a série Leisure Suit Larry.
- The Hobbit (1982), por Philip Mitchell e Veronika Megler da Beam Software (1982) foi uma das primeiras reinterpretações de uma novela existente dentro de uma ficção interativa, com muitos NPCs independentes.
- Planetfall, por Steve Meretzky da Infocom (1983), destacando o robô Floyd, que Allen Varney reivindicou ser a primeira personagem de jogo que evoca um forte compromisso emocional dos jogadores.[29]
- Suspended por Michael Berlyn foi um jogo notável da Infocom com um grande vocabulário e personagens com personalidades únicas.
- The Hitchhiker's Guide to the Galaxy (jogo), por Douglas Adams e Steve Meretzky da Infocom (1984), foi notável a reinterpretação da história.
- A Mind Forever Voyaging, por Steve Meretzky da Infocom (1985), uma história pesada com quebra-cabeças fáceis e muitas vezes apontado como o primeiro trabalho sério de ficção científica em jogos da Infocom.[30]
- Leather Goddesses of Phobos por Steve Meretzky, uma paródia de sci-fi da Infocom.
- Amnesia (1987), por Hugo Award e vencedor do prêmio Nebula Award de ficção científica para o autor Thomas M. Disch, uma aventura de puro texto publicada pela Electronic Arts.[31]
- Curses, por Graham Nelson (1993), o primeiro jogo escrito na linguagem de programação Inform. Considered one of the first "modern" games to meet the high standards set by Infocom's best titles.[32]
- DUNNET, por Ron Schnell (1992 eLisp port de 1983 MacLisp original), aventura de texto surreal que era fornecida com o GNU Emacs desde 1994, e vinha assim com o Mac OS X e com distribuições de Linux; muitas vezes confundido com um easter egg.
- So Far, por Andrew Plotkin (1996), o primeiro vencedor do XYZZY Award for Best Game em 1996.[33]
- Anchorhead, por Michael S. Gentry (1998) é uma história de horror altamente classificada e inspirada no Mito de Cthulhu de H. P. Lovecraft.[34]
- Photopia, por Adam Cadre (1998), um dos primeiros jogos quase inteiramente livres de quebra-cabeças.[35] It won the annual Interactive Fiction Competition in 1998.[36]
- Spider and Web, por Andrew Plotkin (1998), um vencedor de prêmios[37] espionage story with many twists and turns.[38]
- Varicella por Adam Cadre (1999). Venceu quatro XYZZY Awards em 1999 incluindo o XYZZY Award para Melhor Jogo, e tem também um ensaio acadêmico escrito sobre ele.[39]
- Galatea, por Emily Short (2000). Galatea é focado inteiramente na interação com a animada estátua homônima. Além de ter o mais complexo sistema de interação para um NPC em um jogo de ficção interativa. Adam Cadre chamou Galatea de "o melhor NPC sempre".[40]
- Slouching Towards Bedlam, por Star C. Foster e Daniel Ravipinto (2003). Situado em um estilo steampunk, o jogo integra funcionalidades de meta-jogos (salvar, restaurar, reiniciar) dentro do mundo do jogo em si. Este jogo também venceu 4 XYZZY Awards.[41]
- The Dreamhold, por Andrew Plotkin (2004). Projetado para novos jogadores de IFs, fornece uma extensa seção de ajuda e tutoriais. Embora os quebra-cabeças não sejam muito difíceis, ele pode ser um desafio para ambos: novatos e jogadores experientes.[42]
- Façade por Michael Mateas, Andrew Stern e John Grieve (2005). Um drama interativo usando Processamento de linguagem natural.
- 80 Days por inkle (2014). Uma aventura interativa baseada na novela de Júlio Verne, foi nomeada pela TIME magazine como o seu Jogo do Ano para 2014.[43]

## Software

### Sistemas de Desenvolvimento
Existe um bom número de sistemas para escrever ficção interativa. A maioria dos IFs desenvolvidos agora são implementados em Inform, TADS, ou ADRIFT. No IFComp de 2006, a maioria dos jogos haviam sido escritos no Inform, para uma forte minoria nos outros dois sistemas citados.
Enquanto a familiaridade com a linguagem de programação leva muitos novos autores para tentar produzir seu próprio IF completo, a maioria dos autores estabelecidos recomendam o uso de uma especializada linguagem IF, argumentando que tais sistemas permitem aos autores evitar os aspectos técnicos da produção de um analisador cheio de recursos, ao mesmo tempo permitindo amplo suporte da comunidade. A escolha do sistema de autoria geralmente depende do equilíbrio desejado do autor de facilidade de uso versus poder, e a portabilidade do produto final.
Outros sistemas de desenvolvimento incluem:
- Hugo
- JACL
- Twine
- Gilsoft's The Quill and the Professional Adventure Writer
- Incentive Software Graphic Adventure Creator (GAC)
- David Malmberg's Adventure Game Toolkit (AGT)

### Interpretadores
interpretadores são os softwares usados para jogar os trabalhos de ficção interativa criados com um sistema de desenvolvimento. Eles podem tanto ser parte do sistema de desenvolvimento, como podem ser compilados juntos com o trabalho de ficção como um arquivo executável. Interpretadores distribuídos separadamente incluem:
- Frotz (Z-machine; disponível em plataforma de computadores desktop e iOS)

## Distribuição
Além de locais de distribuição comercial e sites individuais, muitas obras de ficção interativa livres são distribuídas através de sites de comunidades. Estes incluem o Interactive Fiction Database (IFDB), The Interactive Fiction Reviews Organization (IFRO), um motor de catálogo de jogos e recomendação, bem como a Interactive Fiction Archive.
Obras podem ser distribuídas para jogar em um navegador ou em um interpretador separado. Neste último caso, eles são muitas vezes disponibilizados no formato de pacote Blorb que muitos interpretadores suportam.

## Leitura Adicional
- Montfort, Nick (2005). Twisty Little Passages: An Approach to Interactive Fiction. [S.l.]: The MIT Press. ISBN 978-0-262-63318-5
- Keller, Daniel. "Reading and playing: what makes interactive fiction unique"   p. 276-298.  in Williams, J. P., & Smith, J. H. (2007). The players' realm: studies on the culture of video games and gaming. Jefferson, N.C.: McFarland & Co. ISBN 978-0-7864-2832-8
- Seegert, Alf. (2009), "'Doing there' vs. 'being there': performing presence in interactive fiction", Journal of Gaming and Virtual Worlds 1: 1, pp. 23–37, doi:10.1386/jgvw.1.1.23/1